# Utetheisa mediomaculata
Utetheisa mediomaculata là một loài bướm đêm thuộc phân họ Arctiinae, họ Erebidae.